# Степний (Сарапульський район)
Степни́й (рос. Степной) — присілок в Сарапульському районі Удмуртії, Росія.
Урбаноніми:
- вулиці — Клубна, Озерна, Центральна

## Населення
Населення становить 98 осіб (2010, 126 у 2002).
Національний склад (2002):
- росіяни — 68 %